# 高橋メアリージュン
高橋 メアリージュン（たかはし メアリージュン、Maryjun Takahashi、1987年〈昭和62年〉11月8日 - ）は、日本のファッションモデル、女優。父は日本人、母はフィリピン人。滋賀県大津市出身。個人事務所に所属し、エイジアプロモーションと業務提携をしている。

## 来歴
小学生の頃は地元のスポーツ少年団に所属しバレーボールに打ち込んでいた。2003年の8月に『横浜・湘南オーディション2003』でグランプリを獲得、2004年の4月から『CanCam』の専属モデルとなった。2012年6月号で『CanCam』の専属モデルを卒業したのち、『CLASSY.』や『Oggi』、『GINA』などの雑誌で姿を見せた。
2007年から歌番組やバラエティ番組などを含む様々なテレビ番組や、セシルマクビー、京セラ、森永製菓、グーグルなどの各種企業・商品のテレビコマーシャルに出演するほかにNHK連続テレビ小説『純と愛』でマリヤを演じた。
2013年11月7日に、Twitter（現・X）で潰瘍性大腸炎を治療中と公表した。この病の認知が広がることを期待して自著「わたしの「不幸」がひとつ欠けたとして」を記し、2016年に子宮頸がんに罹患したこともあわせて記した。
2016年5月から妹のユウとともに「びわ湖大津ふるさと観光大使」を務める。
あるマルシェで「規格外野菜」を知ったことから、農業に関心を持つ。2021年2月より農業学校のアグリイノベーション大学校で学び、修了した。
2022年2月5日に自身のYouTubeチャンネル「高橋メアリージュンのあさひがのぼるよる」を開設。
2023年1月6日、個人事務所の設立を報告。それまで所属していたエイジアプロモーションとは業務提携という形をとる。

## 家族
牛乳配達所を経営する日本人の父親とフィリピン人の母親のハーフ、4人姉弟の長女。
妹は『PINKY』などでモデルを務める高橋ユウ、長弟は絵画アーティストの高橋源治、次弟はプロサッカー選手の高橋祐治。元AKB48の高城亜樹は義理の妹である。

## 出演

### 雑誌
- CanCam（2004年2月23日 - 2012年4月23日） - 専属モデル
- CLASSY.（2012年4月27日 - ）- レギュラーモデル

### ランウェイ
- 東京ガールズコレクション
  - 2007年春夏[19]
  - 2009年秋冬[20]
  - 2010年春夏[21]
  - in 沖縄[22]
  - 2010年秋冬[23]
  - in 名古屋[24]
  - 2011年春夏[25]
  - 2011年秋冬[26]
  - 2012年春夏[27]
- Girls Award
  - 2010[28]
  - 2010 AUTUMN/WINTER[29]
  - by CROOZ blog 2011 AUTUMN/WINTER[30]
  - by CROOZ 2012 SPRING/SUMMER[31]
- CanCam
  - CC Elegance Collection 2009 （2009年11月23日／24日） 共/山田優、徳澤直子、西山茉希、峰えりか、平山美春、近藤しづか、阪井あゆみ、安座間美優、舞川あいく、梨衣名[32]
  - CanCam×ViVi SUPER FIT COLLECTION （2009年12月1日） 共/舞川あいく、南條有香、峰えりか、近藤しづか、徳澤直子、平山美春、安座間美優、梨衣名[33]
  - Canコレ! （2012年2月26日）[34]
- 琉球アジアコレクション 2011年 （2011年8月28日）[35]

### イベント
- 『ウィンターコレクション2010』（2010年11月20日、滋賀美少女図鑑×三井アウトレットパーク滋賀竜王）[36]
- 『Kiss（Korean International Style Show）』（2012年1月27日、国立代々木競技場第一体育館）[37]
- 『Noz Beauty Collection』（2012年4月15日、TOKYO DOME CITY HALL） 共/佐藤かよ、加賀美レイナ、伽奈、山本貴子、今宿麻美、IFEY、HELENE、遠藤由香、松本莉緒、ERICA、鹿沼優妃、田中あすみ、仁香、古谷恵、ほか[38]

### テレビCM
- 『CECIL McBEE：THE POLICE McBEE・彼のハートをタイホする』（2007年1月25日より）[39]
- 『W64SA』（京セラ、2008年8月2日より） 共/安座間美優[40]
- 『ベイク』（森永製菓、2009年4月21日より） 共/峰えりか、舞川あいく、近藤しづか[41]
- 『Google：ローカル検索・渋谷の花屋／渋谷のマッサージ／渋谷の韓国料理』（2010年8月より）[39]
- 『三井住友カード』（2019年3月より）
- 『フルナーゼ 点鼻薬』（グラクソ・スミスクライン・コンシューマー・ヘルスケア・ジャパン（株）、2020年2月8日より）[39]
- 『メルカリ』（2020年4月より）

### 広告
- Boldly（2013年 - ）
- asics（2014年 - ）
- 結婚相談所オーネット（2024年 - ） – イメージキャラクターとして起用。駅構内やファミリーマートV‑Visionなどにて「あなたが輝く結婚ストーリーを。」をコンセプトとした広告展開[42][43]
- キリンビール『氷結 シチリア産レモン』（2021年） – 「新氷結 新登場」篇[44]
- Volkswagen『新型Tiguan』Web CM（2025年）[45]

### テレビ番組
- ハケンOLは見た!（2010年10月19日・12月14日、テレビ東京）[46]
- 東京サーチ（2010年8月13日・20日・27日、フジテレビ）[46]
- 愛のお悩み解決!シアワセ結婚相談所（2009年9月8日・13日、日本テレビ）[46]
- ドスペ2（2008年11月23日・2009年3月1日・29日、テレビ朝日）[46][47]
- テレキャン（2008年12月30日・2009年1月30日、テレビ朝日）[46][48]
- L.Aコンフィデンシャル（2012年1月6日 - 3月30日、東京メトロポリタンテレビジョン）
- HEY!HEY!HEY!（2012年5月7日、フジテレビ）
- おもしろ言葉ゲーム OMOJAN（2012年6月12日、フジテレビ）
- 東京上級デート（2013年1月30日、テレビ朝日）＃41 三ノ輪
- Oh!どや顔サミット（2012年10月26日、11月、ABCテレビ[注 1]・テレビ朝日）
- ツボ娘（2013年8月14日、TBS）
- 爆笑 大日本アカン警察（2013年8月18日、フジテレビ）
- チャリダー★（2013年7月 - 2015年1月、NHK BS1 ） - MC
- 歴史秘話ヒストリア『偉人たちのユートピア～びわ湖 知られざる夢と信念の物語』（2014年7月23日、NHK）
- SICKS〜みんながみんな、何かの病気〜（2015年10月10日 - 12月26日、テレビ東京） - 鬼女探偵事務所・片岡 役
- モシモノふたり（2016年5月18日、フジテレビ）
- 老い愛で子さんのご自愛ください。〜ポジティブエイジングメソッド〜（2016年6月、テレビ東京） - 腹黒子 役[49]
- 痛快TVスカッとジャパン（フジテレビ） - 再現ドラマにランダム出演
- A-Studio（2018年5月11日、TBS）
- 絶対に笑ってはいけないトレジャーハンター24時!（2018年12月31日、日本テレビ） - ホステス 役
- 5時に夢中!（2019年3月15日、TOKYO MX）
- 私たち鉄印帳はじめます。（2021年10月 - 2022年9月、BS11）

### テレビドラマ
- 連続テレビ小説 純と愛（2012年10月1日 - 2013年3月30日、NHK） - 狩野（丸山）マリヤ 役[11]
- リッチマン、プアウーマン in ニューヨーク（2013年4月1日、フジテレビ）
- 警視庁捜査一課9係 season8 第2話（2013年7月17日、テレビ朝日）- 四宮知世 役
- リアル脱出ゲームTV （2014年4月24日 - 6月26日、TBS）- アゲハ 役
- キャビンアテンダント刑事〜ニューヨーク殺人事件〜 （2014年7月7日、フジテレビ）- 篠田ケイ 役
- 甲殻不動戦記 ロボサン 第6話（2014年11月22日、テレビ東京）- リサ 役
- 残念な夫。（2015年1月14日 - 3月25日、フジテレビ）- 須藤由衣 役[50]
- 特集ドラマ「ジャングル・フィーバー」（2016年1月11日、NHK BSプレミアム） - 菊池理江子 役[51]
- 闇金ウシジマくん Season3（2016年7月 - 9月、毎日放送） - 犀原茜 役
- 営業部長 吉良奈津子 第2話（2016年7月28日、フジテレビ） - 織原サキ 役
- スニッファー 嗅覚捜査官（2016年10月22日 - 12月3日、NHK総合） - 早見友梨 役[52]
  - スニッファー 嗅覚捜査官スペシャル（2018年3月21日）[53]
- 新・ミナミの帝王 命の値段（2017年1月9日、関西テレビ） - 篠宮凛 役[54]
- カルテット 第4話（2017年2月7日、TBS） - 大橋茶馬子 役
- 視覚探偵 日暮旅人 第6話（2017年2月26日、日本テレビ） - ジュン 役
- 母になる（2017年4月12日 - 6月14日、日本テレビ） ‐ 緒野琴音 役[55]
- カンナさーん! 第10話（2017年9月19日、TBS） - 沙知 役[56]
- コウノドリ 第2シリーズ 第1話 - 第3話・最終話（2017年10月13日 - 27日・12月22日、TBS） - 佐野彩加 役[57][58][59][60]
- 隣の家族は青く見える（2018年1月18日 - 3月22日、フジテレビ） - 杉崎ちひろ 役[61]
- あなたには帰る家がある（2018年4月13日 - 6月22日、TBS） - 森永桃 役
- グッドモーニング・コール our campus days （2018年4月19日（18日深夜） - 6月28日（27日深夜）、フジテレビ） - 熊埜御堂 紗栄子 役
- サバイバル・ウェディング（2018年7月14日 - 9月22日、日本テレビ） - 三浦多香子 役[62]
- 新しい王様（TBS） - 西岡英美 役
  - Season1（2019年1月8日 - 17日）
  - Season2（2019年2月19日 - 4月16日）
- 人生が楽しくなる幸せの法則（2019年1月9日 - 3月14日、読売テレビ・日本テレビ） - '主演・木原里琴 役'（夏菜と小林きな子とトリプル主演）[注 2][64]
- 東野圭吾『ダイイング・アイ』（2019年3月16日 - 4月20日、WOWOW） - ヒロイン・美菜絵／瑠璃子 役[65]
- 東京独身男子（2019年4月13日 - 6月8日、テレビ朝日） - ヒロイン・竹嶋舞衣 役（仲里依紗と桜井ユキとトリプルヒロイン）[66]
- 臨床犯罪学校 火村英生の推理 2019「ABCキラー」（2019年9月29日、日本テレビ） - 花井唯子 役[67]
- 抱かれたい12人の女たち 第1話（2019年10月6日、テレビ大阪）[68][69]
- ミス・ジコチョー〜天才・天ノ教授の調査ファイル〜（2019年10月18日 - 12月20日、テレビ東京） - 西峰郁美 役
- オペレーションZ〜日本破滅、待ったなし〜（2020年3月15日 - 4月19日、WOWOW） - 中小路流美 役[70]
- 行列の女神〜らーめん才遊記〜（2020年4月20日 - 6月8日、テレビ東京） - 夏川彩 役[71]
- 私の家政夫ナギサさん（2020年7月7日[注 3] - 9月1日、TBS） - 陶山薫 役[74]
  - 私の家政夫ナギサさん 新婚おじキュン! 特別編（2020年9月8日）[75]
- 書類を男にしただけで（2020年10月11日、TBS） - 柏木未来 役[76][77]
- オー!マイ・ボス!恋は別冊で（2021年1月12日 - 3月16日、TBS） - 高橋麻美 役[78]
- 大豆田とわ子と三人の元夫（2021年4月13日 - 6月15日、関西テレビ・フジテレビ） - 松林カレン 役[79]
- 緊急取調室（2021年8月12日、テレビ朝日）- 橘頼子 役[80]
- アバランチ（2021年10月18日 - 12月20日、関西テレビ・フジテレビ） - 明石リナ 役[81]
- マイファミリー（2022年4月10日 - 6月12日、TBS） - 立脇香菜子 役[82][83]
- 闇金ウシジマくん外伝 闇金サイハラさん（2022年9月21日 - 12月28日、毎日放送） - 主演・犀原茜 役[84]
- 両刃の斧（2022年11月13日 - 12月18日、WOWOW） - 沢木美織 役[85]
- ブラックポストマン（2023年8月18日 - 9月29日、テレビ東京） - 祖父江ひなた 役[86]
- セクシー田中さん 第2話 - 最終話（2023年10月29日 - 12月24日、日本テレビ） - Miki先生 役[87]
- 新空港占拠（2024年1月13日 - 3月16日、日本テレビ） - 龍 / 駿河悠月 役[88][89]
- スカイキャッスル（2024年7月25日 - 9月26日、テレビ朝日） - 夏目美咲 役[90][91]
- 離婚弁護士 スパイダー〜慰謝料争奪編〜（2024年10月5日 - 11月23日、日本テレビ） - 主演・美雲飛鳥 役[92]
  - 離婚弁護士 スパイダー〜偽りと裏切り編〜（2025年2月8日 - 3月22日、日本テレビ）[93][94]
- 連続ドラマW ゴールデンカムイ -北海道刺青囚人争奪編- 第4話・第5話・第7話 - 最終話（2024年10月27日・11月3日・11月17日 - 12月1日、WOWOW） - インカラマッ 役[95][96]
- 奪い愛、真夏（2025年7月18日 - 、テレビ朝日） - 空知未来 役[97][98]

### 配信ドラマ
- 火花（2016年6月3日配信、全10話、Netflix） - 百合枝 役[99]
- 東京アリス（2017年8月25日配信開始、全12話、Amazonプライム・ビデオ） - 桜川理央 役[100]
- グッドモーニング・コール our campus days（2017年9月22日配信開始、全10話、FOD / Netflix） - 熊埜御堂紗栄子 役[101][102]
- 新しい王様 Season2（2019年1月18日 - 3月14日、Paravi） - 西岡英美 役
- 私の部下のハルトくん 第2話・第9話（2020年7月14日・9月1日、Paravi） - 陶山薫 役
- オー!マイ・ツンデレ!恋は別冊で 第3話（2021年1月26日、Paravi） - 高橋麻美 役
- 季節のない街（2023年8月9日、ディズニープラス『スター』） - 増子光代 役[103]
- メンターMiki先生（2023年12月17日・24日配信、全4話、Hulu） - Miki先生 役。「セクシー田中さん」のスピンオフドラマ。Huluオリジナルストーリー[104]
- 離婚弁護士 スパイダー シーズン3（2025年3月22日 - 4月11日、Hulu） - 主演・美雲飛鳥 役[94]

### 配信バラエティ
- 隣の恋は青く見える（2021年5月9日 - 6月27日、ABEMA） - ストーリーテラー[105]
- 隣の恋は青く見える2（2021年9月25日 - 、ABEMA） - MC[106]

### 映画
- FASHION STORY -Model-（2012年、ユナイテッドエンタテインメント）
- 闇金ウシジマくん Part2（2014年、東宝映像事業部 / SDP） - 犀原茜 役
- るろうに剣心 京都大火編 / 伝説の最期編（2014年、ワーナー・ブラザース） - 駒形由美 役
- キカイダー REBOOT（2014年、東映） - マリ 役
- リアル鬼ごっこ（2015年、松竹 / アスミック・エース）-   ジュン 役[107]
- ヒロイン失格（2015年、ワーナー・ブラザース映画） - 恵美 役
- みんな!エスパーだよ!（2015年9月4日、ギャガ）- ポルナレフ愛子 役
- 復讐したい（2016年3月5日、キャンター、スターキャット） - 泉 / 範子 役（2役）[108]
- シマウマ（2016年5月21日） - 彩 役[109]
- マザーレイク（2016年6月4日）  - 西島咲 役
- ホーンテッド・キャンパス（2016年7月2日、松竹） - 三田村藍 役 [110]
- 闇金ウシジマくん Part3（2016年9月22日）、東宝映像事業部／SDP） - 犀原茜 役
- 闇金ウシジマくん ザ・ファイナル（2016年10月22日）、東宝映像事業部／SDP） - 犀原茜 役
- L -エル-（2016年11月25日、東宝映像事業部） - アンナ 役
- PとJK（2017年3月25日、松竹）
- ブルーハーツが聴こえる（2017年4月8日、日活／ティ・ジョイ）- 女（第二話：人にやさしく）
- 新宿スワンII（2017年1月21日、ソニー・ピクチャーズ エンタテインメント） - アリサ 役
- あいあい傘（2018年10月26日、SDP） - 福田日出子 役[111]
- スマホを落としただけなのに（2018年11月2日、東宝） - 杉本加奈子 役
- 老後の資金がありません!（2021年10月30日、東映） - レイナ 役
- 灰色の壁 -大宮ノトーリアス-（2022年2月25日公開） - 住民 役[112]
- 翔んで埼玉 〜琵琶湖より愛をこめて〜（2023年11月23日、東映） - 滋賀のジャンヌダルク 役[113]
- ゴールデンカムイ（2024年1月19日、東宝） - インカラマッ 役

### 舞台
- PU-PU-JUICE 第17回公演 『奇跡の男』（2013年）
- PU-PU-JUICE 第20・21回本公演 『竜馬が生きる・竜馬を殺す（ヒロイン）』（2014年）
- PU-PU-JUICE 第30回記念公演『革命の家』（2025年）[114]

## 著書
- わたしの「不幸」がひとつ欠けたとして（2018年1月23日、KKベストセラーズ、ISBN 978-4-584-13844-1）[115]